# Arnaldo Galliera
Arnaldo Galliera (* 4. Oktober 1871 in Mailand; † 9. August 1934 ebenda) war ein italienischer Komponist und Musikpädagoge.
Der Sohn des Organisten  und Komponisten Cesare Galliera studierte am Mailänder Konservatorium Orgel bei Polibio Fumagalli und Komposition bei Alfredo Catalani. Als Abschlussarbeit legte er 1892 Trilby, eine einaktige Oper, vor. 1897 wurde er Professor für Orgel und Komposition am Konservatorium von Parma. 1913 kam er als Gewinner einer Ausschreibung in gleicher Funktion an der Mailänder Konservatorium. Sein Sohn war der Organist und Komponist Alceo Galliera.

## Werke
- Trilby, Oper, 1892
- Deux morceaux, musikalische Komödie, 1901
- La leggenda di s. Giuliano, Oper, undatiert
- Egle ed Alceo, Oper. undatiert
- Aslak, Oper, undatiert
- Il Battesimo di Cristo, Oratorium für Soli, Chor und Orchester, undatiert
- Suite dionisiaca für Orchester, 1916
- Preludio e fuga für Klavier, 1916
- Vere novo für Stimme und Orchester, 1923
- L’ostessa di Gaby für Stimme und Orchester, 1923
- Disperata für Stimme und Orchester, 1923
- La lavandaia di S. Giovanni für Stimme und Orchester, 1927
- Canzone für Stimme und Orchester, 1939
- Sei pezzi facili für Orgel, 1928
- Andante per violino e pianoforte, 1923
- Trittico: Natale, Venerdì Santo, Pasqua, 1935
- Corale, 1936
- Preludio (quasi fantasia) e fuga, 1942
- 2 Fughe, im Druck erschienen 1980
- Inoltre Trio per pianoforte, violino e violoncello, im Druck erschienen 1980
- Tema e variazioni per orchestra, undatiert
- Petite suite Arlequin et Colombine, undatiert
- Preludio e fuga für Streichquartett
- Offertoire (per armonium), in Joubert, Les maîtres contemporains de l’orgue vol. 3, 1912
- Scherzo für Orchester, UA 1900
- Ave Maria für vier Stimmen
- Post communio für zwei Stimmen, undatiert
- Tota pulchra es Maria für zwei Stimmen und Orgel. undatiert
- O salutaris Hostia für zwei Stimmen und Orgel